# Antonopil, Bratske
Antonopil (în ucraineană Антонопіль) este un sat în comuna Krîva Pustoș din raionul Bratske, regiunea Mîkolaiiv, Ucraina.

## Demografie
Componența lingvistică a localității Antonopil
     Ucraineană (100%)
Conform recensământului din 2001, toată populația localității Antonopil era vorbitoare de ucraineană (100%).